# CJ ENM
CJ ENM (hangeul: 씨제이이앤엠, acronyme venant de CJ Entertainment aNd Merchandising) est une société sud-coréenne de divertissement et de vente au détail créée par le Groupe CJ. Elle est née en 2018 de la fusion de deux filiales du Groupe CJ, CJ E&M et CJ O Shopping.
Les principaux domaines d’activité de CJ ENM sont la télévision, le cinéma, la musique et l’animation. La société possède une quinzaine de chaînes câblées en Corée du Sud, dont notamment tvN, Mnet et OCN.

## Histoire
- Décembre 1994 – Création de CJ O Shopping Corporation.
- Décembre 2010 – Changement du nom de la société, O Media Holdings Limited devient CJ E&M.
- Mars 2011 – CJ Media, On-Media, Mnet Media, CJ Entertainment, CJ Games, CJ Internet et la division média de CJ O Shopping ont été fusionnés au sein de CJ E&M [3].
- Juillet 2018 – CJ ENM a été créé en tant qu’entité née de la fusion entre CJ E&M et CJ O Shopping.

## Divisions

### CJ ENM Entertainment Div.
La division divertissement de CJ ENM, issu de CJ E&M, opère dans les affaires suivantes :
- Broadcasting Division (hangeul: CJ E&M 방송사업부문 ; RR: CJ E&M bangsongsa yeobbumun) - propriétaire de chaînes télévisées câblées
- Film Division (hangeul: CJ E&M 영화사업부문 ; RR: CJ E&M yeonghwasa yeobbumun) - producteur et distributeur de films et dramas télévisés
- Music Performance Division (hangeul: CJ E&M 음악공연사업부문 ; RR: CJ E&M eum-ak gongyeonsa yeobbumun) - producteur et distributeur de musique, agence de musiciens et de quelques acteurs
- Smart Media Division (hangeul: CJ E&M 스마트미디어사업부문 ; RR: CJ E&M seumateu medio-sa yeobbumun) - opérateur de plusieurs sites de divertissement

### CJ ENM Commerce Div.
La division commerciale de CJ ENM gère notamment la plate-forme de commerce en ligne CJ OnStyle, successeur de CJ O Shopping.

## Biens actuels

### Média

#### Chaines TV
- CatchOn 1
- CatchOn 2
- Chunghwa TV
- CH.DIA
- Mnet
  - Mnet Japan
- OCN
  - OCN Movies
  - OCN Series
  - OCN Thrills
- OGN
- O'live
- Tooniverse
- tvN
  - tvN Story
  - tvN Drama
  - tvN Show
  - tvN Sports
- UXN

#### Plateformes
- DIA TV
- TVING

### Musique
- Stone Music Entertainment (distributeur principal)
  - 1877 Music Entertainment
  - Amoeba Culture
  - AOMG
  - Hi-Lite Records
  - H1ghr Music
  - Lapone Entertainment (cogéré avec Yoshimoto Kogyo)[5]
  - LM Entertainment
  - Swing Entertainment
  - The Music Works
  - WakeOne

### Studios de production
- CJ ENM Digital Studio
  - Diggle
  - The Bob Studio
  - Sapiens Studio
  - Studio Waffle
- CJ Entertainment
  - Cinema Service
  - Filament Pictures
  - JK Film
- Fifth Season (USA)[6]
- JS Pictures
- Studio Dragon[7]
  - Culture Depot[8]
  - GT:st
  - Hwa&Dam Pictures
  - KPJ Corporation
- Studio Take One

### Conventions
- Get it Beauty CON
- KCON
- MAMA Awards

## Anciens biens
- Champ TV (vendu à Daewon Media et tcast)
- Core Contents Media (vendu à MBK Co., Ltd., maintenant MBK Entertainment)
  - Maroo Entertainment
  - DAP Sound
- Dramanet (vendu à MBC Plus Media, maintenant MBC Dramanet)
- FNC Entertainment (a pris son indépendance)
- Good Entertainment
- KM (vendu à G Television Co., maintenant GMTV (Global Music TV))
- Look TV
- Mnet Nonstop
- Netmarble
- OCN Action
- Qwiny
- TVT: The Very TV
- Xports (coentreprise avec IB Sports (maintenant Galaxia SM), vendu à Seoul Broadcasting System, maintenant SBS-CNBC)
- Belift Lab (coentreprise avec HYBE), HYBE détient désormais la totalité des actions du label.

## Controverses
En avril 2015, CJ E&M a été accusé de mobiliser les jeunes employés pour remplir des places lors de son meeting général annuel avec leurs actionnaires dans le but de les réduire au silence.
En octobre 2015, CJ E&M et sa filiale CJ E&M America ont été poursuivis en justice par l'agence de musique basée à Séoul DFSB Kollective pour atteinte au droit d'auteur et violation du Digital Millennium Copyright Act dans le Central District Court of California (affaire n° 5:2015mc80265), où le dernier réclamait 50 millions de dollars pour dommages. En réponse à ce procès, CJ E&M a accusé DFSB de ne pas être satisfait de la décision finale prise lors d'un procès similaire à Séoul en 2011. Le premier jugement était fixé pour le 1er mars 2016, après que le tribunal ait rejeté la motion de CJ E&M pour rejeter l'affaire,,.

### Pour aller plus loin
- Company Intro. CJ E&M.
- CJ E&M Corp (Updated) Corporate Shares and Equity Securities Disposal Decisions. Maeil Business Newspaper.
- CJ E&M. Daum Economy. Daum Communications.
- CJ E&M. Namu Wiki.
- 130960:KOSDAQ Stock Quote - CJ E&M Corp. Bloomberg Business Week. Bloomberg L.P.